# Ashley Liao
Ashley J. Liao, née le 21 octobre 2001, est une actrice américaine. Elle est connue pour avoir joué le rôle de Lola Esther Wong dans l'émission télévisée La Fête à la maison : 20 ans après. 

## Carrière
En 2020, elle joue le rôle de la princesse Eleanor dans le film Disney +, Société Secrète de la Royauté.
En 2023, elle joue le rôle de Clemensia Dovecote dans le film Hunger Games : The Ballad of Songbirds and Snakes, adaptation du roman de Suzanne Collins.

## Filmographie

### Cinéma
- 2016 : Jessica Darling's It List de Ali Scher : Manda[2]
- 2019 : Always Be My Maybe de Nahnatchka Khan : Sasha (à 15ans)[3]
- 2020 : Société Secrète de la Royauté de Anna Mastro : Princesse Eleanor
- 2023 : Hunger Games : La Ballade du serpent et de l'oiseau chanteur (The Ballad of Songbirds and Snakes) de Francis Lawrence : Clemensia Dovecote
- 2023 : Love in Taipei de Arvin Chen : Ever Wong

### Télévision

#### Séries télévisées
- 2014 : Bad Teacher : Mary
- 2016 : Bienvenue chez les Huang : Audrey
- 2016 : Nicky, Ricky, Dicky et Dawn : Syd
- 2016 : The Kicks : Parker Zhao (10 épisodes)
- 2016–2020 : La Fête à la maison : 20 ans après : Lola Wong (16 épisodes)
- 2017 : Great News : Moana (2 épisodes)
- 2018 : Speechless : Maddie
- 2019 : NCIS : Hayley
- 2021 : Physical : Simone (7 épisodes)

#### Séries télévisées d'animation
- 2019 : Spirit : Au galop en toute liberté : Jo / Caroline (voix)
- 2020 : Scissor Seven : Cola (voix)
- 2021–2022 : Dragons : The Nine Realms : Jun Wong (voix, 8 épisodes)

#### Téléfilms
- 2014 : Fatrick : Barbara Wu (jeune)